# Lisnău-Vale
Lisnău-Vale (węg. Lisznyópatak) – wieś w Rumunii, w okręgu Covasna, w gminie Ozun. W 2011 roku liczyła 72 mieszkańców.